# تنمية المجتمع القائمة على الأصول
تنمية المجتمع القائمة على الأصول (ABCD) هي منهجية تسعى لكشف مواطن القوة واستخدامها داخل المجتمعات كوسيلة لتحقيق التنمية المستدامة.
والخطوة الأولى في عملية تنمية المجتمع هي تقييم موارده من خلال حصر القدرات  أو من خلال عملية أخرى من عمليات التحاور مع السكان لتحديد أنواع المهارات والخبرات المتوفرة. والخطوة التالية هي دعم المجتمعات، لاكتشاف الأعمال التي تحوز على اهتماماتها. والخطوة الأخيرة هي تحديد كيفية عمل المواطنين معًا لتحقيق تلك الأهداف.

## أساس الفكرة
معهد تنمية المجتمع القائمة على الأصول يقع في جامعة نورث ويسترن في إيفانستون بولاية إلينوي. ويعد معهد تنمية المجتمع القائمة على الأصول (ABCD) مركزًا لحركة كبيرة ومتزايدة تنظر إلى الأصول المحلية باعتبارها اللبنات الأساسية للتنمية المستدامة للمجتمع. وبناءً على مهارات السكان المحليين وقوة الجمعيات المحلية والوظائف الداعمة للمؤسسات المحلية، تعتمد تنمية المجتمع القائمة على الأصول على نقاط القوة المجتمعية الحالية لبناء مجتمعات أقوى وأكثر استدامة للمستقبل. وقد أثر مؤسساه جون كراتسزمان وجون ل. ماكنايت، في تطوير فلسفة تنمية المجتمع تلك.

## التطبيقات الخاصة بالأنظمة الصحية
في كتاب الأصول الصحية في السياق العالمي يقال إن «في المجتمعات المتساوية التي تحتوي على شبكات سلامة قوية وتدابير كافية من السلع العامة، قد تكون الظروف في الأحياء (بما في ذلك مستوى التماسك الاجتماعي) أقل أهمية لصحة السكان على عكس المجتمعات المنفصلة وغير المتكافئة مثل الولايات المتحدة». ويقال أيضا إن النظريات الاقتصادية الليبرالية الجديدة (الأسواق غير المنظمة) التي تعزز الاعتبارات الفردية على الصالح العام تقوض رأس المال الاجتماعي باعتباره أصولاً صحية.

## كتابات أخرى
- John P. Kretzmann and John L. McKnight, Building Communities from the Inside Out: A Path Toward Finding and Mobilizing a Community's Assets (Center for Urban Affairs and Policy Research, 1993)
- From Clients to Citizens: AABCD in Action: When People Care Enough To Act
- Mike Green with Henry Moore & John O'Brien, Foreword by John McKnight, Asset-Based Community Development as a Strategy for Community-Driven Development
- What is Asset Mapping? by John Emerson, 2004.
- PCHP Website نسخة محفوظة 16 ديسمبر 2009 على موقع واي باك مشين.
- Author Guidelines
- A Vision for Progress in Community Health Partnerships
- Inagural Issue Sample Reader
- Guidelines for Writing Manuscripts About Community-based Participatory Research in Peer- Reviewed Journals
- Beyond the Manuscript Podcasts
- Community Policy Briefs
- Editorial Board
- Access PCHP at Project MUSE

## وصلات خارجية
- Asset-Based Community Development Institute
- http://www.inspiringcommunities.com Australia/Asia
- http://www.nurturedevelopment.ie/ Europe